# 釜山発 〜韓国シリーズベスト〜
『釜山発 〜韓国シリーズベスト〜』（ぷさんはつ 〜かんこくシリーズベスト〜）は、前田有紀の2ndアルバムである。

## 内容
- 前田有紀の2枚目のアルバム。
- 2009年2月に発売されたシングル『ケンチャナ 〜大丈夫〜』から2011年5月に発売された『釜山発』までが収録されており、アルバムのタイトルにちなんで韓国を題材とした楽曲で占められてるのが特徴である。

## 収録曲
1. 釜山発
11thシングル
2. ソウルの雨
9thシングルカップリング
3. ケンチャナ 〜大丈夫〜
9thシングル
4. サランヘ 〜愛してる〜＜デュエット：チュ・ガヨル＞
11thシングルカップリング
5. 永縁
10thシングルカップリング
6. ミアネヨ 〜ごめんなさい〜
10thシングル
7. 釜山発（韓国語バージョン）
11thシングルカップリング
8. 釜山港へ帰れ